# 疣小金发藓
疣小金发藓（学名：Pogonatum urnigerum）为土马鬃科小金发藓属下的一个种。